# Mariusz Czerkawski
Mariusz Krzysztof Czerkawski, född 13 april 1972 i Radomsko,  är en polsk före detta professionell ishockeyspelare som senast spelade för GKS Tychy i den polska ligan. Czerkawski, som nämns som Polens främsta ishockeyspelare genom tiderna, spelade närmare 15 säsonger i NHL för klubbarna Boston Bruins, New York Islanders, Edmonton Oilers och Toronto Maple Leafs, varav hans främsta är från säsongen 1999–00 då han noterades för 35 mål och 35 assist för totalt 70 poäng på 79 spelade matcher för New York Islanders.
Czerkawski är även känd från sin tid i Djurgårdens IF där han spelade i tre säsonger och var en av lagets viktigaste spelare. Han har varit utlånad en säsong till Hammarby IF.
Han har varit gift med och har en dotter tillsammans med skådespelerskan Izabella Scorupco.